# Schlitzauge (Beleidigung)
Das Wort Schlitzauge ist eine rassistisch diskriminierende Beleidigung, mit der oft ost- und südostasiatische Menschen beschrieben werden sollen. Die Beleidigung greift dabei eine durch eine schmale Lidspalte geprägte Augenform auf (Epikanthus medialis), die stereotyp oft ost- und südostasiatischen Menschen zugeordnet wird.